# Filippo Piccaluga
Pasquale Giacomo Filippo Piccaluga (in alcuni documenti Giacomo Filippo poi semplicemente Filippo) (Genova, tra 17 gennaio e 8 marzo 1719 – 17 marzo 1779) è stato un organaro italiano.

## Biografia
Figlio di Pietro Giovanni Piccaluga e di Maria Anna Bettini, fu uno dei maggiori esponenti della scuola organaria ligure del Settecento.
Il padre esercitava attività mercantili ed era coinvolto anche in una manifattura «di piombo da vetriate per finestre». Nel suo testamento (1740) costituì la moglie Maria Anna sua procuratrice con facoltà di esercitare il suo mandato nel caso avesse voluto «continuare o sia far continuare il negotio della bothega che esso testatore tiene di manifaturare piombi et altro». E proprio tale manifattura di piombo fu con ogni probabilità all'origine dell'attività organaria intrapresa dal giovane Filippo, che attraverso la bottega del padre ebbe certamente modo di entrare in contatto con qualche organaro.
Oltre all'apprendistato organario, di cui nulla si sa, Filippo ricevette un'istruzione di base ed anche una formazione musicale. Nel 1739 si sposò con Teresa De Lucchi (o De Luca); dal matrimonio nacque un solo figlio, Felice Piccaluga (1740), che fu avviato all'attività paterna ricevendo altresì una formazione scolastica, comprendente i rudimenti della lingua latina, che gli consentiva di firmare le anime delle canne maggiori.
Tra il 1760 e il 1769 il nucleo familiare di Filippo Piccaluga risiedeva nell'ambito della parrocchia di S. Agnese (oggi N.S. del Carmine e S. Agnese). Nel 1769 la famiglia si trasferì nella parrocchia di S. Vincenzo, fuori dalla Porta degli Archi o di S. Stefano, nelle vicinanze della chiesa degli Agostiniani di N.S. di Consolazione, località detta Abrara, dove fino dagli inizi del 1758 l'organaro aveva preso in affitto «il quarto appartamento delle case delli detti reverendi padri nell'ordine inferiore poste sotto il loro convento, principiando dalla chiesa».
Nel 1773 Filippo Piccaluga, il figlio Felice e il collaboratore Lorenzo Musante, che lavoravano insieme da parecchi anni, costituirono una società «di fattura d'organi» la cui durata veniva fissata in dieci anni. Poiché ognuno dei tre soci era proprietario per un terzo ed aveva «una sufficiente maestria di tutto un organo», ciascuno di essi era abilitato a stipulare singolarmente contratti a nome della società. Ma dopo soli tre anni di attività, nel 1775, la società venne sciolta di comune accordo. Le ragioni di tale decisione non sono note ma è probabile che siano legate allo stato di salute di Felice Piccaluga, che morirà cinque giorni dopo l'atto di scioglimento, a soli trentacinque anni. Nello stesso anno (circa sei mesi dopo la scomparsa del figlio) morì anche la moglie di Filippo, che però due anni dopo (1777) si risposò con Gaetana Grondona, di circa vent'anni più giovane. Da questo secondo matrimonio nacque Anna Maria (1778), che pochi mesi dopo rimarrà orfana di entrambi i genitori: infatti il 15 marzo 1779 morì la madre e il 17 il padre, sessantenne; entrambi furono sepolti a Genova in S. Vincenzo.
Filippo Piccaluga fece testamento dieci giorni prima della morte nominando suo esecutore testamentario il socio Lorenzo Musante ed eredi la figlia e le nipoti. Il 22 marzo 1779 fu redatto l'inventario e l'estimo dei beni dai quali risulta che, sulle attrezzature della bottega, il Musante (che morirà l'anno seguente) vantava un credito di 150 lire.

## Allievi e collaboratori
Oltre al figlio Felice ed a Lorenzo Musante, Filippo Piccaluga doveva certamente contare su un certo numero di lavoranti i cui nomi sono però in gran parte sconosciuti ad eccezione di due: Domenico Maraliano (o Maragliano), giovane garzone, che nel 1769 abitava in casa del Piccaluga, e Nicolò Picasso, che nel 1743, all'età di diciotto anni, era aggregato al nucleo familiare del Piccaluga.

## L'attività organaria
L'attività organaria dei Piccaluga si svolse nell'arco di circa un quarantennio, dal 1739-40 alla morte di Filippo (1779) e del socio Lorenzo Musante (1780). Allo stato attuale delle ricerche essa risulta concentrata a Genova, nelle Valli Polcevera e Scrivia, nelle due Riviere e nel Piemonte meridionale.

## Discografia
- L'organo Piccaluga 1764 della Cappella Sistina di Savona, Davide Merello organo (CD allegato alla pubblicazione edita in occasione del restauro, cfr. bibliografia).